# P. N. Chandrasekharan Nair
P. N. Chandrasekharan Nair ( 1930 - ) es un botánico indio, que desarrolló actividades académicas en el "Departamento de Cultivos Forrajeros", Tamil Nadu Agricultural University.

## Honores

### Epónimos
- (Poaceae) Chandrasekharania V.J.Nair, V.S.Ramach. & Sreek.[1]

- La abreviatura «Chandrasekh.» se emplea para indicar a P. N. Chandrasekharan Nair como autoridad en la descripción y clasificación científica de los vegetales.[2]